# St. Theresia vom Kinde Jesu (Förderstedt)

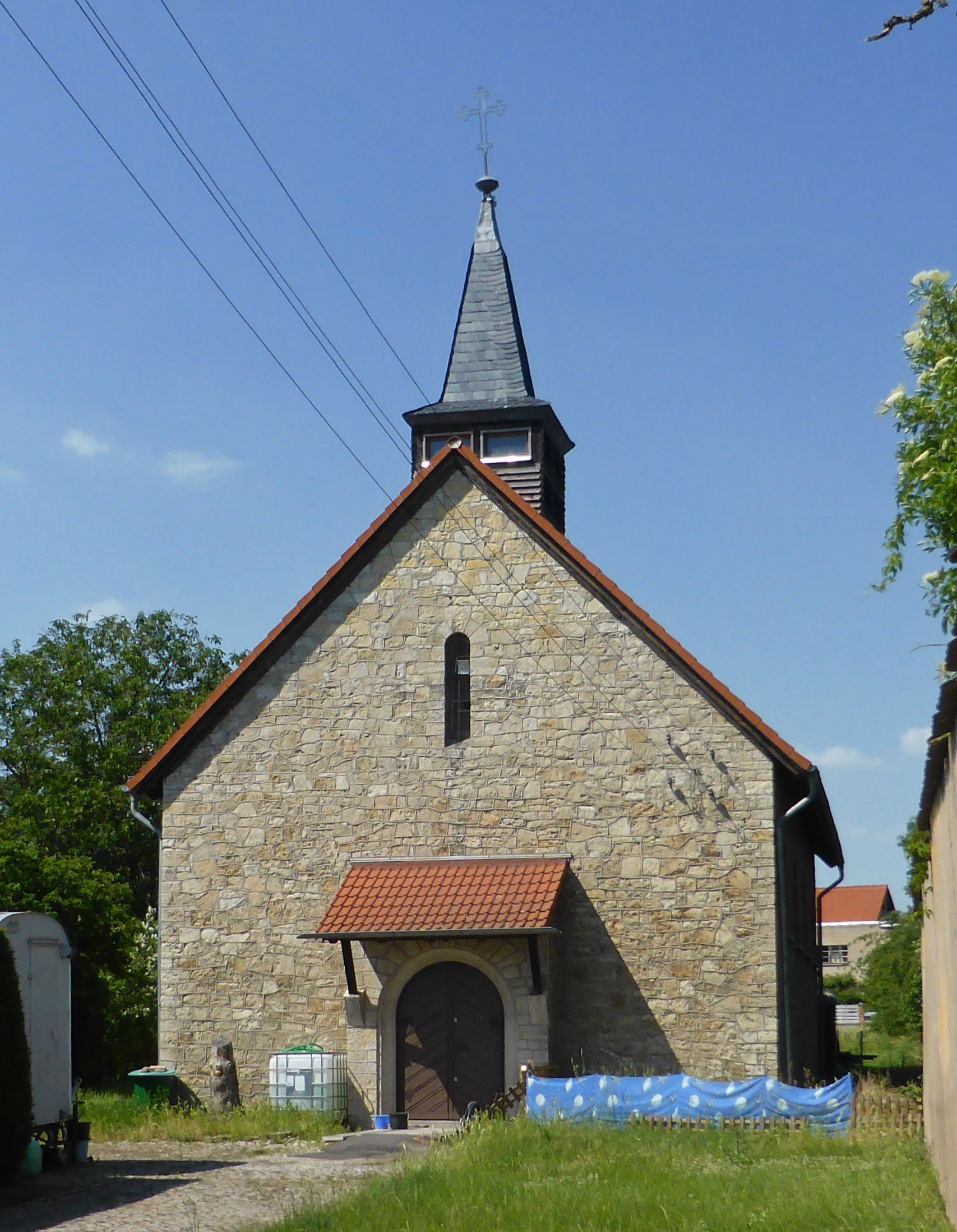
Ehemalige St.-Theresia-vom-Kinde-Jesu-Kirche (2021)

Die Kirche Sankt Theresia vom Kinde Jesu war bis zu ihrer Entwidmung eine katholische Kirche in Förderstedt, einem Ortsteil der Stadt Staßfurt im Salzlandkreis in Sachsen-Anhalt. Das Gebäude hat die Adresse Marbestraße 52.
Mit der Reformation im 16. Jahrhundert wurden die Einwohner und die Kirche St. Petri von Förderstedt evangelisch-lutherisch. Infolge der Industrialisierung siedelten sich wieder Katholiken in größerer Zahl in Förderstedt an, so dass 1938/39 die nach der heiligen Therese von Lisieux benannte Kirche erbaut wurde. 1939 erfolgte die Kirchweihe. Die Kirche war eine Gottesdienststation der Herz-Jesu-Gemeinde in Atzendorf.
Weil die Zahl der Gemeindemitglieder und Gottesdienstbesucher abgesunken war und die Kirche zuletzt kaum noch genutzt wurde, fanden am 19. Juni 2011 der letzte Gottesdienst und die Profanierung der Kirche statt. Bereits am 31. August 2012 wurde das Grundstück mit der Kirche an einen privaten Eigentümer verkauft. Inzwischen ist das Kirchengebäude zu einem Wohnhaus umgebaut.
Zuletzt gehörte die Kirche zur Pfarrei St. Marien Staßfurt-Egeln, im Dekanat Egeln des Bistums Magdeburg. Die nächstgelegene katholische Kirche ist heute die circa sechs Kilometer entfernte St.-Marien-Kirche in Staßfurt.